# Де Фриз, Джеймс Корнелиус
Джеймс Корнелиус Де-Фриз (нидерл. James Cornelius de Vries; июнь 1811, д. Брадеруп, о. Зильт — 4 декабря 1882, Владивосток, Приморская область, Российская империя) — нидерландский, а позже российский купец и путешественник, его именем назван полуостров Де-Фриз.

## Биография
Джеймс (Джон) Корнелиус Де-Фриз был родом из Нидерландов. Происходил из рода купцов и сам был купцом первой гильдии, что в те времена считалось довольно значимым. В 1859—1863 годах занимался перевозкой грузов и пассажиров, в том числе для военного ведомства, по Амуру и Шилке от Николаевска до Сретенска и обратно на собственном пароходе «Адмирал Казакевич».
В 1864 году переехал во Владивосток для того, чтобы наладить свой бизнес. В июле 1865 года сделал заявку о предоставлении земельных участков. В конечном итоге получил 8 участков, один из которых был квартал в центре (напротив городского рынка), другой — земельный участок на полуострове, позже названный полуостров Де-Фриз. Также Де-Фриз приобрёл ряд строений, среди которых были: каменный дом Гольденштедта и Каменные лавки наследника манзы Ча. На участке в центре, вдоль Американской улицы (ныне улица Светланская, разместилась торговая лавка Де-Фриза — находилась на месте нынешнего ГУМа.
На реке Суйфун построил лесопильный завод. На полуострове Де-Фриз построил резиденцию и организовал молочное хозяйство, регулярно снабжал Владивосток молоком, сливками, творогом и другими продуктами. Так как путь был не близкий, купец поручил выложить косу от полуострова до города, по которой и доставлялись продукты. У него было всего два дома: в одном он принимал гостей, а в другом жил с семьёй. Де-Фриз стал весьма деятельным российским гражданином. На следующий год после приезда, Де-Фриз по заказу фирмы «Кунст и Альберс» построил по собственному проекту дом. Это было добротное и красивое здание, несмотря на то, что деревянное и одноэтажное. Оно стояло на перекрёстке улиц Американская и Береговая (ныне улица Уборевича) до той поры, пока на его месте та же фирма не поставила новое каменное административное здание торгового дома Кунст и Альберс. В 2015 году это здание было отдано под создание филиала Эрмитажа — центра «Эрмитаж-Владивосток».

### Дальнейшая судьба
Сведения о дальнейшей судьбе Де-Фриза довольно противоречивы.
Один из историков-исследователей, автор нескольких книг, утверждает, что Де-Фриз в 1897 году, распродав все своё имущество, поспешно уехал в Америку. Одной из причин такого внезапного отъезда считалась смерть любимой дочери предпринимателя. И по сей день старожилы показывают место на полуострове, где она была похоронена: курган, к которому ведёт тенистая липовая аллея.
Немецкий журналист в своей книге «Кунст и Альберс» приводит другие сведения. Де-Фриз умер в 1881 году. Его вдова продала участок городской земли в четверть гектара Густаву Кунсту за 3 тысячи рублей. Приобретённая земля была очень удобным местом для строительства нового торгового дома, так как она лежала на противоположной стороне от старого здания фирмы. Через некоторое время на этом месте разместились торговые дома «Кунст и Альберс», «Лангелитье», сейчас здесь расположен Владивостокский ГУМ.
В 1883 году умерла вдова Де-Фриза — Елизавета. Одна из её наследниц саксонская верноподданная Эмма Ланде продала той же фирме следующие два земельных участка. Ещё четыре надела, принадлежащих Де-Фризу, оказались во владении его дочери Катарины, которая после смерти родителей вернулась на родину отца и вышла замуж за мельника Мадса Нильсена. В феврале 1884 года Густав Кунст побывал у Нильсенов и купил у них оставшиеся владивостокские земли за 30000 марок.

## Смерть старшей дочери
Легенды личности Де-Фриза больше связаны не с самим предпринимателем, а с фигурой его старшей дочери. Какой именно — неизвестно.
По одной из версий дочь Де-Фриза пылко влюбилась в простого рыбака-браконьера. Чтобы воспрепятствовать неравному браку, Де-Фриз отправил его в рекруты, что подразумевало в то время 25 лет военной службы. Не выдержав разлуки, девушка бросилась с обрыва в море и утонула.
По другой, значительно менее романтичной версии, дочь Де-Фриза умерла от укуса энцефалитного клеща. И наконец, по третьей версии она утонула во время шторма вместе с другими пассажирами, направлявшимися морем во Владивосток — тогда это был единственный возможный путь из полуострова в город. Возможно поэтому один из мысов полуострова носит название Мыс Утонувших.

## Память
В честь Джеймса Корнелиуса Де-Фриза назван полуостров в Амурском заливе и одноимённый посёлок в Надеждинском районе Приморского края.